# Jitka Molavcová
Jitka Molavcová (* 17. března 1950 Praha) je česká herečka, zpěvačka, spisovatelka, muzikantka a moderátorka, hrající od roku 1970 až dodnes v divadle Semafor, kde je hlavní partnerkou Jiřímu Suchému.

## Biografie
Vystudovala střední průmyslovou školu grafickou. Její profesionální život se změnil po celostátní pěvecké soutěži Talent v roce 1970, kterou vyhrála s písní Hany Hegerové Lásko má. V témže roce se zúčastnila konkurzu do divadla Semafor. Prošla s úspěchem a stala se jednou ze semaforských „girls“, kde zpočátku zpívala v originále zejména francouzské šansony.
Její jemný dívčí soprán se začal prosazovat také v rozhlase a na nahrávkách Supraphonu, písničky jako Teď hádej, Hej Tóny, Nové boty, Vrať mi moje srdce zpátky nebo Náledí se staly hity.
Její výrazný talent se projevoval čím dál tím více a po účinkování v několika semaforských hrách (Kytice, Elektrická puma, Smutek bláznivých panen) se postupně stala hlavní ženskou osobností tohoto divadla.
Neobvyklé kombinace jejího jemného osobního půvabu a nevšedního komického talentu si všimla brzy také televize a film. Na plátně se stala například partnerkou Karla Gotta ve snímku Hvězda padá vzhůru (1974).
V 80. letech započala její dlouholetá a velice úspěšná práce pro děti (pořady Malý televizní kabaret, Studio Kamarád, Kosmická čarodějnice), objevila se v řadě televizních pohádek jako Taneček přes dvě pekla, Královna koloběžka, Doktorská pohádka, O chytrém Honzovi aneb Jak se Honza stal králem, Vohnice a Kylián a v mnohých dalších. Vtiskla svůj hlas večerníčku Káťa a Škubánek. Nezapomenutelná je také její postava nešťastně zamilované pokojské Heli v seriálu Návštěvníci z roku 1983.
V té době ztvárnila na semaforském jevišti řadu dalších rolí (Markéta ve hře Faust), ale jedna z nich měla pro její budoucí kariéru rozhodující význam. Ve hře Jonáš, dejme tomu v úterý, která měla premiéru 5. března 1985, se zrodila postava slečny Žofie Melicharové. Jako věrná a zamilovaná hospodyně stárnoucího kabaretiéra, nepříliš vzdělaná, ale s velkým srdcem, získala svoji životní roli a velkou popularitu. Výstupy pana Jonáše a slečny Melicharové patří dodnes na repertoáru Semaforu k tomu nejlepšímu. Společně se objevili také na filmovém plátně: Jonáš a Melicharová (1986) a Jonáš II. aneb Jak je důležité míti Melicharovou (1988).
Další příležitostí pro její komický talent se na počátku 90. let stala role „žárlivé ruské matrony“ Varvary v inscenaci Nižni Novgorod s nezapomenutelným sólem Námořníci ze všech světa konců… Úspěch měly také hry Mé srdce je Zimmer frei či Víkend s Krausovou.
Velkou šanci jí dalo v polovině 90. let také Hudební divadlo v Karlíně, kde na jeho prknech několik let ztvárňovala Dolly Leviovou v muzikálu Hello Dolly. Za svůj výkon obdržela Cenu Thálie za rok 1996. Později se zde objevila také jako herečka v inscenaci Zvonokosy.
V letech 1997 a 1998 vystoupila (pěvecky, tanečně a recitačně) spolu s Jiřím Suchým na předvánočním podvečeru Masarykova demokratického hnutí v Divadle Kolowrat, od nějž Jiří (též nemalou zásluhou Jitky) obdržel v Míčovně pražského hradu 7. března 1998 „Čestnou medaili T. G. Masaryka“ v přímém televizním přenosu, se kterou se „pochlubil“ ve večerním přenosu divadelního představení.
V hudební produkci posledních let přinesla coby zpěvačka dva výrazné počiny: Já mám ráda komiky, ve kterém nazpívala nové verze slavných šlágrů českých a světových komiků, a v roce 1999 pak album australských lidových písní Nezacházej slunce s moderními aranžemi a krásnými texty. Pro děti natočila CD Zpívánky.
V posledních letech se kromě nepřetržitého účinkování v divadle Semafor (nejnověji komedie Jako když tiskne, Sukně smutnou jehlou spíchnutá či Lysistrata) věnuje také středověké tematice (inscenace Oráč a smrt) a moderování (jeden z ročníků cen TýTý a ceny Thálie). K saxofonu a kytaře, které bravurně ovládá, přidala několik dalších hudebních nástrojů. S úspěchem vystupuje v rozhlase a je autorkou několika pohádkových knížek (Pohádky z pastelky, Pohádky a písničky pro šikovné děti).
V roce 2013 získala na Zlín Film Festivalu ocenění Zlatý střevíček za mimořádný přínos kinematografii pro děti a mládež.
V roce 2007 se objevila také na prknech Národního divadla. V režii Miloše Formana ztvárnila roli Tetičky v legendárním představení Dobře placená procházka, večerníček Berta a Ufo, kterému propůjčila svůj nezaměnitelný hlas. Ti nejmenší ji pak měli možnost vidět v Kouzelné školce 2009–2022, nebo v hudebním pořadu Muzicírování, kde mj. spolu s Janem Maxiánem seznamuje děti zejména s písničkami z Osvobozeného divadla a divadla Semafor v České televizi.
Byla třicet let vdaná za herce, scenáristu a spisovatele Jana Petráně. Manželství zůstalo bezdětné, protože Petráň už měl z předchozího vztahu syna a další děti nechtěl. V červenci 2023 se Molavcová vdala za svého dlouholetého partnera Alfreda Strejčka, herce, moderátora, hudebníka, recitátora a pedagoga.
Od roku 2024 je čestnou občankou Městské části Praha 4.

## Diskografie
- 1972: Hej, Tóny/Dám ti růži – Supraphon 0 43 1308 h, SP
- 1973: Babiččino údolí/Teď hádej – Supraphon 0 43 1533 h, SP [7]
- 1973: Miláčku/Orchestrion z ráje – Supraphon 0 43 1917 h, SP
- 1975: Jitka Molavcová – Supraphon 1 13 1549 H, LP [8]
- 1990: Na okně seděla kočka... – Supraphon, LP (podtitul: ...ale už nesedí. Kde je? Tomu, kdo ji najde zazpívá Jitka Molavcová 17 veselých písniček)[9]
- 1994: Já mám ráda komiky – Jitka Molavcová zpívá písničky slavných komiků – Multisonic 31 0216-2311, CD
- 1997: Písně zbožné, milostné a darebné – Hudba a poezie středověku – Jitka Molavcová, Alfred Strejček, Pavel Jurkovič – CD [10]
- 1998: Zpívánky s Jitkou Molavcovou – Sony Music / Bonton, CD
- 2005: Teď hádej – CD
- 2010: Pop galerie – Supraphon, CD

### Kompilace
- 1973: 12 pro Mladý svět – Supraphon, LP – A3. Co mi dáš – Jitka Molavcová
- 1978 Mojmír Balling – Mojmír Balling – Supraphon 1113 2517 H, LP – 21. Krajkoví – Jitka Molavcová (album s písněmi hudebního skladatele Mojmíra Ballinga)
- 2003 To byl váš hit – 70. léta – , CD – 04. Ukrejvám rozpaky – Jitka Molavcová

## Práce pro rozhlas
Jitka Molavcová se věnovala také rozhlasové tvorbě, zejména pro děti. Byla dlouholetým parťákem skřítka Hajaji, který měl v minulosti v rozhlasovém vysílání větší prostor než v současné době. Jeden moderátor se staral o pořad s pohádkou od Hajaji vždy v týdenních cyklech a vytvářel si vlastní doprovodný program ve formě písniček, soutěží, rozhovorů a reportáží. Moderátoři si s Hajajou povídali, předávali dětem informace o jeho dobrodružstvích a o tom, jak se skřítek má a co nového dělá.
Mnoho let měla  také svůj vlastní měsíční pořad v cyklu A ještě něco navíc. Tento nedělní pořad rozvíjel v dětech lásku k přírodě a obsahoval různé soutěže, v nichž děti za odměnu dostávaly knihy a cédéčka s její vlastní tvorbou. Ve svém pořadu hrála vlastní písničky, dokonce i ty, které byly původně určeny pro dospělé. Tímto způsobem přibližovala mladým posluchačům například divadlo Semafor nebo osobnosti jako Vlasta Burian. Ve svém pořadu nepropagovala žádné konkrétní komerční nahrávky ani písničky, sama pohádky vyprávěla, zpívala a posílala písničky posluchačům, aby vysílání nepřipomínalo komerční reklamu. Pro svůj osobní styl a pozitivní přístup k dětem byla mezi posluchači velmi oblíbená. Bohužel, s postupem času se vymezený vysílací čas zkracoval až její pořad z éteru zcela zmizel.
Stále jsou ale k dispozici digitální nahrávky dětských titulů, které vydal Radioservis. Mezi nimi jsou půvabné dramatizace s písničkami, jako například Letí, letí svatojánci, kde Molavcová hrála postavu Broučka. Dále dramatizace Werichových Tří veteránů, kde ztvárnila postavu Harmoníčka, a také její role Zubejdy v Čapkově Princezně solimánské.
Před časem vyšla desetidílná rozhlasová četba podle knihy Vratislava Maňáka s názvem Muž z hodin aneb Proč se na podzim mění čas. Příběh vypráví o zdánlivě obyčejném nádraží v městečku Makov, dívce Lence a místním hodináři, který je donucen nahradit malou ručičku v obrovském stroji. K dějové atmosféře přispívají zvuky různých typů tikání a natahování hodin a také prostorové zvuky telefonní budky nebo haly.
V rámci rozhlasové tvorby pro dospělé jsou dostupné například sci-fi detektivní hra od Eduarda Fikera s názvem Čichač, hra o narození Ježíška nazvaná Komedie o hvězdě, v níž Molavcová ztvárnila postavu anděla, nebo černá semaforská komedie z lékařského prostředí Poslední štace. Z jejích dalších rozhlasových prací určitě stojí za zmínku díla jako Cvoček a pan Márinka, smutný a zároveň nadějí naplněný příběh o malém psovi, který ztratil svého pána, pohádka Země tisíce splněných přání nebo Alektryónův prsten, kde propůjčila svůj hlas postavě myšky a spolupracovala s Vlastimilem Brodským a Markem Ebenem.
- 1991 Tři veteráni. Na motivy Jana Wericha napsala Helena Sýkorová. Hráli: Ladislav Mrkvička, Karel Heřmánek, Alois Švehlík, Věra Kubánková, Jitka Molavcová, Yvetta Blanarovičová, Josef Vinklář, Michaela Kuklová, Jiří Lír, Jiří Binek, Antonín Hardt, Dagmar Weinlichová a František Němec. Hudba Miroslav Kořínek. Dramaturgie Eva Košlerová. Režie Karel Weinlich.